# Stazione di Tor Vergata
La stazione di Tor Vergata è una fermata ferroviaria posta sulla linea Roma-Cassino-Napoli. Sita nel territorio comunale di Frascati serve, oltre a Frascati, anche il quartiere di Tor Vergata della città di Roma.

## Storia
La fermata di Tor Vergata venne attivata il 1º maggio 2000 in occasione del Giubileo.

## Strutture e impianti
La fermata dispone di un fabbricato viaggiatori aperto con copertura a struttura reticolare adibita a sala d'attesa. I due binari sono collegati tramite un sovrappassaggio.
È presente anche un vecchio casello, riportante la progressiva chilometrica superata 29+391, poi riconvertito ad uso abitativo.

## Movimento

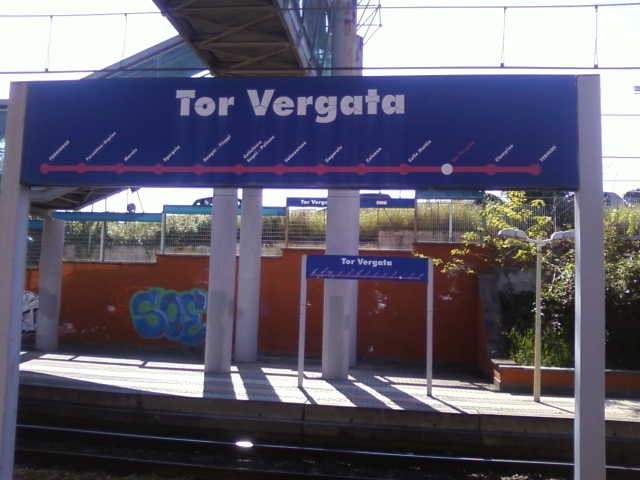
Indicazione delle fermate della linea FL6. Si noti l'assenza della fermata di Labico, Capannelle e la tratta Frosinone-Cassino

La fermata, situata a 2 chilometri dal centro abitato di Frascati, è servita dai treni regionali in servizio sulla relazione ferroviaria FL6.
Il traffico pendolare riguarda prevalentemente studenti e lavoratori degli Istituti di Ricerca ENEA, INFN ed ESRIN, poco distanti dall'impianto.

## Servizi
La stazione dispone di:
- Biglietteria automatica
- Sala d'attesa

## Interscambi
La stazione è inoltre collegata ai centri limitrofi tramite:
- Fermata autobus